# Patrick Fiori
Patrick Fiori är en fransk sångare född den 23 september 1969 i Marseille, Bouches-du-Rhône, Provence-Alpes-Côte d'Azur, Frankrike. Han representerade Frankrike i Eurovision Song Contest 1993 med bidraget Mama Corsica och slutade på fjärde plats.

## Diskografi
- 1994: Puisque c'est l'heure

1. Puisque c'est l'heure
2. Les navigateurs
3. Une goutte d'eau
4. Caramel
5. D'autres regards
6. Quelques mots
7. Elle dansait seule
8. Je prends la mer
9. Un peu les mêmes
10. Mama Corsica

- 1995: Le cœur à l'envers

1. J'ai mal de toi
2. J'en ai mis du temps
3. Sophie
4. Le cœur à l'envers
5. Il faut rêver
6. Ballade à cœur ouvert
7. Je l'aime
8. Saisis ta chance
9. Parlez-moi de vous
10. Quand je pense à toi

- 1998: Prends-moi

1. Prends-moi
2. Me laisse pas là
3. Elle est
4. Goutte d'eau
5. Himalaya
6. Depuis toi
7. C'est notre histoire
8. Une vie pour de vrai
9. J'en ai mis du temps
10. Vivre en toi

- 2000: Chrysalide

1. Que tu reviennes
2. Être là
3. Encore
4. Chrysalide
5. Juste une raison encore
6. Dieu pourra
7. Mes certitudes
8. Tout le monde
9. Terra umana
10. Laissez-moi
11. Y'a plus grand chose à dire
12. Plus je pense à toi

- 2002: Patrick FIORI (gris)

1. Marseille
2. Je sais où aller
3. Bleu et vert
4. Debout
5. Tant que tu vis
6. Mon Pays
7. Partir
8. Ligne numéro 13
9. Sans bruit
10. Si tu revenais
11. Pardonne-moi
12. Miraval

- 2005: Si on chantait plus fort

1. Si on chantait plus fort
2. Toutes les peines
3. Il paraît
4. 4 mots sur un piano
5. Yoenaï
6. Simplement beau
7. Arrêtons-là
8. Tu lui ressembles
9. À genoux
10. N'oublie pas
11. La boîte aux lettres
12. Marlène
13. Tout ce que l'on est
14. Je ne serai jamais

## Fotnoter
1. ↑  Internet Movie Database, IMDb-ID: nm0992466co0047972, läst: 13 augusti 2015.[källa från Wikidata]
2. ↑  Discogs, Discogs artist-ID: 785999, läst: 9 oktober 2017.[källa från Wikidata]